# Costa Rica ai Giochi della XXIX Olimpiade
La Costa Rica ha partecipato ai Giochi della XXIX Olimpiade di Pechino, svoltisi dall'8 al 24 agosto 2008, con una delegazione di 8 atleti.

## Atletica leggera
| Gara               | Atleta         | Tempo     | Posizione |
| ------------------ | -------------- | --------- | --------- |
| Marcia 20 km       | Allan Segura   | 1h 27'10" | 39        |
| Maratona femminile | Gabriela Traña | 2h 53'45" | 68        |

## Ciclismo

### Su strada e Cross country
| Gara                    | Atleta           | Tempo        | Posizione    |
| ----------------------- | ---------------- | ------------ | ------------ |
| Corsa in linea maschile | Henry Raabe      | non concluso | non concluso |
| Cross country maschile  | Federico Ramírez | non concluso | non concluso |

## Nuoto
| Gara                        | Atleta            | Batterie | Batterie | Semifinali | Semifinali | Finale | Finale |
| Gara                        | Atleta            | Tempo    | Pos.     | Tempo      | Pos.       | Tempo  | Pos.   |
| --------------------------- | ----------------- | -------- | -------- | ---------- | ---------- | ------ | ------ |
| 200 m stile libero maschili | Mario Montoya     | 1'52"19  | 50       |            |            |        |        |
| 50 m stile libero femminili | Marianela Quesada | 28"11    | 47       |            |            |        |        |

## Taekwondo
| Gara   | Atleta              | Tabellone principale                | Tabellone principale | Tabellone principale | Tabellone principale | Ripescaggi                      | Ripescaggi |
| Gara   | Atleta              | Ottavi                              | Quarti               | Semifinali           | Finale               | Semifinali                      | Finale     |
| ------ | ------------------- | ----------------------------------- | -------------------- | -------------------- | -------------------- | ------------------------------- | ---------- |
| +80 kg | Kristopher Moitland | Cha Dong-Min (Corea del Sud) (-2)-1 |                      |                      |                      | Akmal Irgashev (Uzbekistan) 5-6 |            |